# Cratere Marci
Marci è un cratere lunare intitolato allo scienziato ceco Jan Marek Marci. Si trova a circa un diametro di cratere ad ovest del grande cratere Jackson. A nordovest di Marci è situato il cratere Fitzgerald.
Marci è una formazione emisferica di forma abbastanza circolare, con dei piccoli rigonfiamenti del bordo a nord e a sud. Le pareti interne sono delle scarpate senza particolari degni di nota che scendono verso il fondale, che occupa metà del diametro del cratere. Marci si trova nelle vicinanze della raggiera che circonda il cratere Jackson.

## Crateri correlati
Alcuni crateri minori situati in prossimità di Marci sono convenzionalmente identificati, sulle mappe lunari, attraverso una lettera associata al nome.
| Marci | Latitudine | Longitudine | Diametro |
| ----- | ---------- | ----------- | -------- |
| B     | 25,2° N    | 166,3° W    | 28 km    |
| C     | 24,3° N    | 165,4° W    | 26 km    |